# Pyrenäen-Felsenteller
Der Pyrenäen-Felsenteller (Ramonda  myconi) ist eine Pflanzenart aus der Gattung der Felsenteller (Ramonda) innerhalb der Familie der Gesneriengewächse (Gesneriaceae).

## Beschreibung

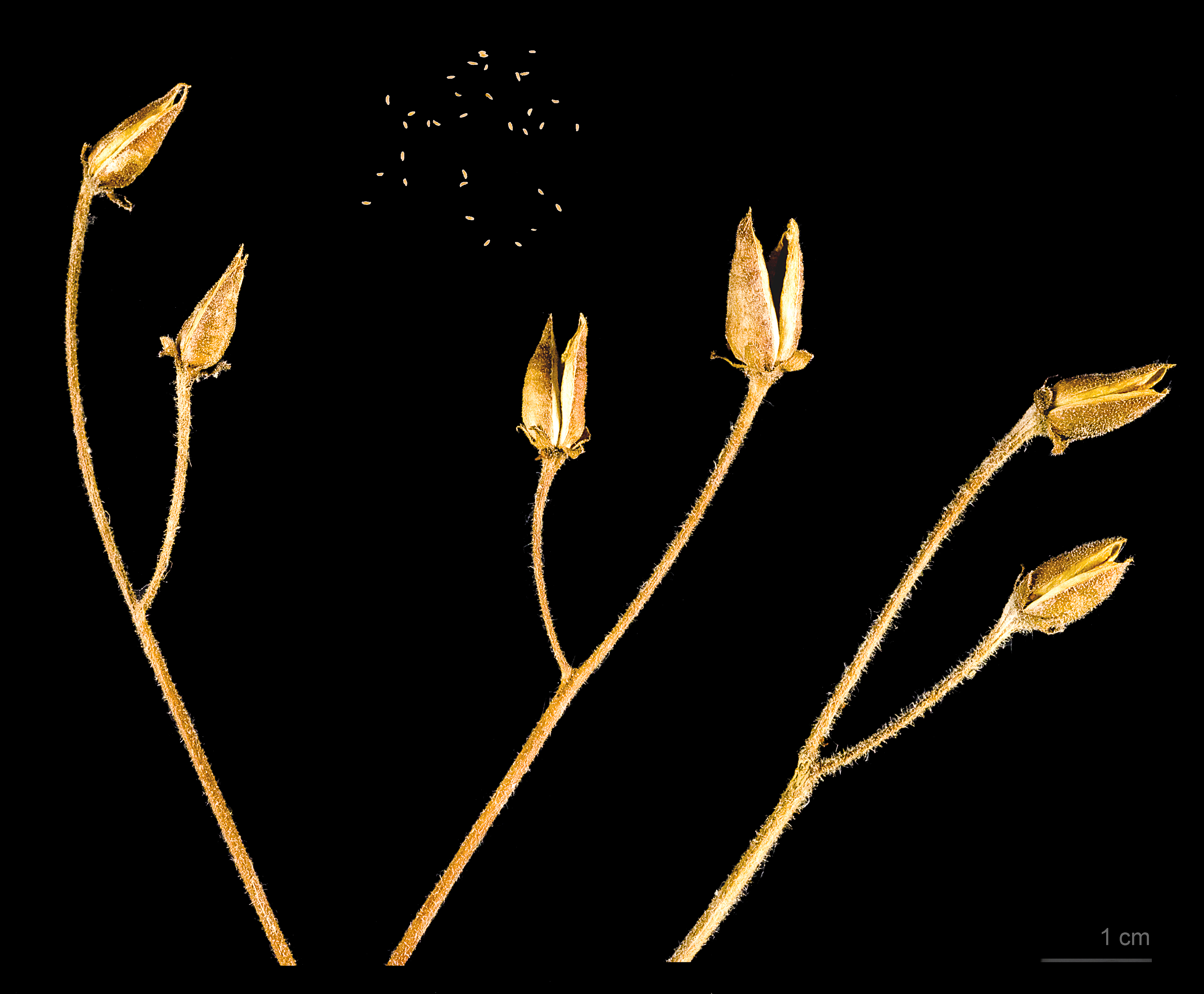
Früchte und Samen

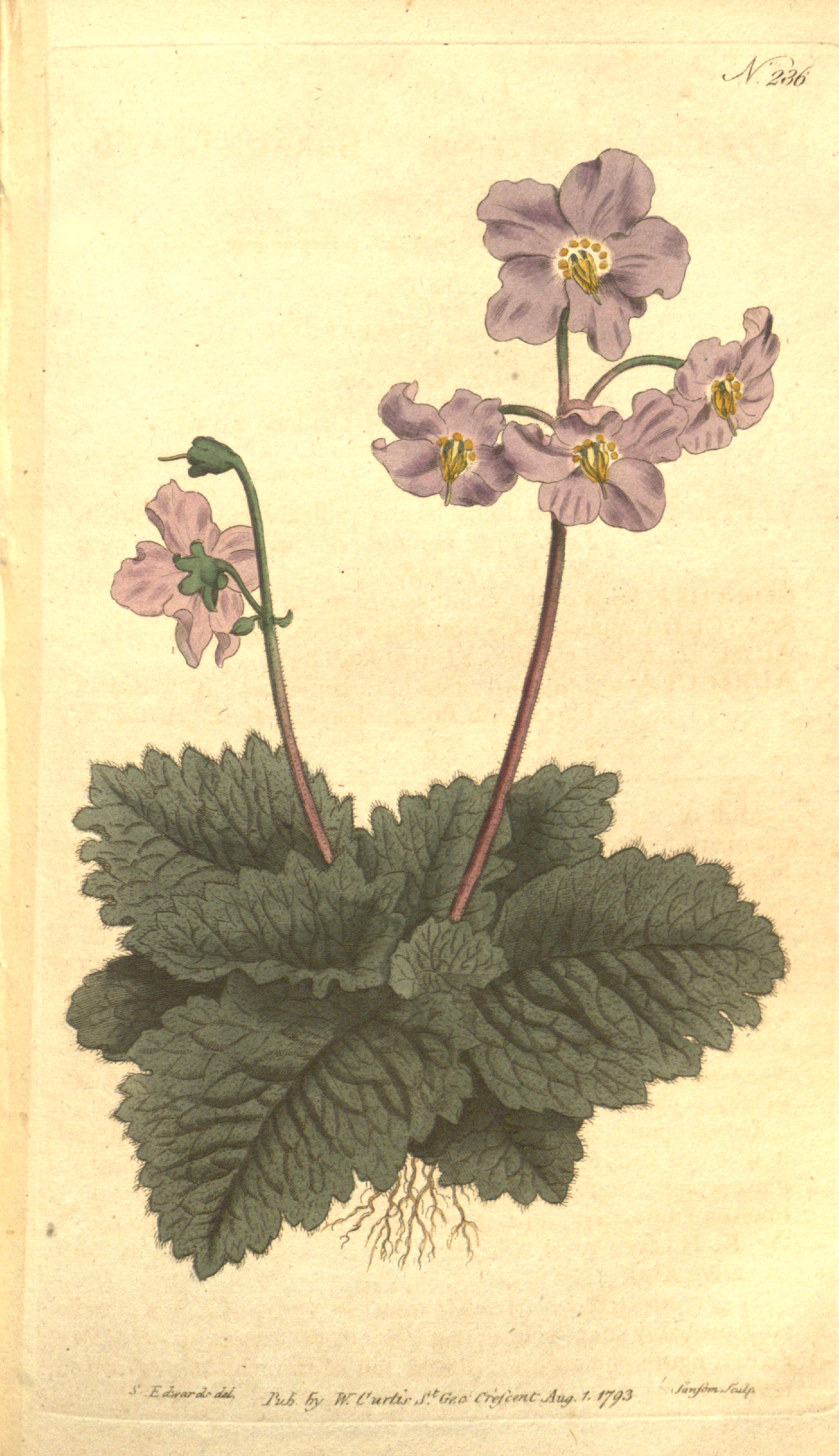
Illustration aus The Botanical Magazine, Volume 7, 1794, Tafel 236

### Vegetative Merkmale
Der Pyrenäen-Felsenteller ist eine immergrüne, ausdauernde, krautige Pflanze, die Wuchshöhen von 5 bis 20 Zentimeter erreicht. Die Laubblätter messen 2 bis 6 × 1 bis 5 Zentimeter. Sie sind rautenförmig-kreisförmig bis eiförmig, stumpf und ihr Rand ist gekerbt bis gesägt. Die Blattspreite verschmälert sich in den kurzen Stiel. Die Oberseite der Blätter ist grün. 

### Generative Merkmale
Die Blütezeit reicht von Mai bis Juni. Der Blütenstandsschaft ist 6 bis 12 Zentimeter lang und drüsig behaart. Der Blütenstand enthält ein bis sechs Blüten.
Die zwittrigen Blüten sind fast radiärsymmetrisch und fünfzählig mit doppelter Blütenhülle. Die Krone hat einen Durchmesser von 3 bis 4 Zentimeter. Die Kronblätter sind violett-blau oder tief-violett, ihr Zentrum ist gelb. Die Kronröhre ist viel kürzer als die fünf Kronzipfel, die an ihrer Basis gelbe Höcker aufweisen. Der Kronsaum ist fünflappig. Die meist fünf Staubblätter neigen sich zusammen.  Die Staubbeutel sind gelb, 3 bis 4 Millimeter lang und ihr oberes Ende ist stachelspitzig. Der 5 bis 7 Millimeter lange Griffel endet in einer relativ kleinen Narbe.
Die Frucht ist 15 Millimeter lang.
Die Chromosomenzahl beträgt 2n = 48.

## Vorkommen
Der Pyrenäen-Felsenteller kommt auf der französischen und spanischen Seite der zentralen und östlichen Pyrenäen sowie den angrenzenden Gebirgen des nordöstlichen Spanien vor. Der Pyrenäen-Felsenteller wächst in schattigen Spalten zwischen Kalkfelsen.

## Taxonomie
Die Erstveröffentlichung Verbascum myconi erfolgte 1753 durch Carl von Linné in Species Plantarum, Tomus I, Seite 179. Die Neukombination zu Ramonda myconi (L.) Rchb. wurde 1832 durch Heinrich Gottlieb Ludwig Reichenbach in Flora Germanica Excursoria, Seite 388 veröffentlicht.

## Nutzung
Der Pyrenäen-Felsenteller wird selten als Zierpflanze für Steingärten und Alpinhäuser genutzt. Der Pyrenäen-Felsenteller ist mindestens seit 1604 in Kultur.

## Belege
- Eckehart J. Jäger, Friedrich Ebel, Peter Hanelt, Gerd K. Müller (Hrsg.): Exkursionsflora von Deutschland. Begründet von Werner Rothmaler. Band 5: Krautige Zier- und Nutzpflanzen. Springer, Spektrum Akademischer Verlag, Berlin/Heidelberg 2008, ISBN 978-3-8274-0918-8, S. 481.
- E. M. Rix, D. A. Webb: Ramonda. In: T. G. Tutin, V. H. Heywood, N. A. Burges, D. M. Moore, D. H. Valentine, S. M. Walters, D. A. Webb (Hrsg.): Flora Europaea. Volume 3: Diapensiaceae to Myoporaceae. Cambridge University Press, Cambridge 1972, ISBN 0-521-08489-X, S. 285 (englisch, eingeschränkte Vorschau in der Google-Buchsuche).